# Empalme Escobedo
Empalme Escobedo es una localidad del estado mexicano de Guanajuato. Es parte del municipio de Comonfort. Fue fundada en 1903.

## Demografía
| Gráfica de evolución demográfica |
|                                  |

| Censo | Población |
| ----- | --------- |
| 1910  | 626       |
| 1921  | 1 341     |
| 1930  | 1 863     |
| 1940  | 1 937     |
| 1950  | 4 798     |
| 1960  | 4 578     |
| 1970  | 5 811     |
| 1980  | 7 386     |
| 1990  | 10 533    |
| 2000  | 12 321    |
| 2010  | 13 384    |
| 2020  | 13 991    |